# Elisabeth Pauer
Elisabeth Pauer (ur. 1 maja 1983) – austriacka lekkoatletka specjalizująca się w rzucie oszczepem.
W 2009 zajęła dziesiąte miejsce na uniwersjadzie oraz uplasowała się na odległym miejscu w eliminacjach i nie awansowała do finału podczas mistrzostw świata. Bez sukcesów startowała w mistrzostwach Europy w Barcelonie (2010). Wielokrotna złota medalistka mistrzostw Austrii (w 2008 także w siedmioboju) oraz reprezentantka kraju w pucharze Europy, zimowym pucharze Europy i drużynowych mistrzostwach Starego Kontynentu. Wielokrotnie poprawiała rekord kraju w rzucie oszczepem.

## Osiągnięcia
| Rok  | Impreza                               | Miejsce          | Lokata            | Wynik |
| ---- | ------------------------------------- | ---------------- | ----------------- | ----- |
| 2006 | II liga pucharu Europy                | Nowy Sad         | 5. miejsce        | 45,68 |
| 2007 | II liga pucharu Europy                | Odense           | 4. miejsce        | 48,55 |
| 2008 | Zimowy puchar Europy w rzutach        | Split            | 3. miejsce        | 53,14 |
| 2008 | II liga pucharu Europy                | Tallinn          | 3. miejsce        | 51,98 |
| 2009 | Zimowy puchar Europy w rzutach        | Teneryfa         | 2. miejsce        | 58,37 |
| 2009 | II liga drużynowych mistrzostw Europy | Bańska Bystrzyca | 1. miejsce        | 55,80 |
| 2009 | Uniwersjada                           | Belgrad          | 10. miejsce       | 53,94 |
| 2009 | Mistrzostwa świata                    | Berlin           | el. – 30. miejsce | 50,88 |
| 2010 | II liga drużynowych mistrzostw Europy | Belgrad          | 2. miejsce        | 55,58 |
| 2010 | Mistrzostwa Europy                    | Barcelona        | el. – 16. miejsce | 53,45 |

## Rekordy życiowe
- rzut oszczepem – 61,43 (10 lipca 2010, Villach) rekord Austrii